# Monumento de la Neutralidad
El Monumento de la Neutralidad también llamado Arco de la Neutralidad (en turcomano: Bitaraplyk binasy o bien Bitaraplyk arkasy) era un monumento situado en Asjabad, Turkmenistán.
El arco de tres bases, llegó a ser conocido localmente como "El Trípode", tenía 75 metros (246 pies) de alto y fue construido en 1998 por orden del Presidente de Turkmenistán Saparmurat Niyazov para conmemorar la posición oficial del país de neutralidad. Costó 12 millones de dólares construirlo. El monumento fue coronado por una estatua de 12 metros (39 pies) de alto dorada de Niyazov, que gira para mostrarse siempre el sol. El arco se encontraba en la parte central de Asjabad donde dominaba el horizonte, siendo más alto que el Palacio Presidencial que está cerca. La estatua se iluminaba por la noche. 
El 18 de enero de 2010 el sucesor de Niyazov como presidente, Gurbanguly Berdimuhamedow, firmó un decreto para comenzar a trabajar en el desmantelamiento y remoción del arco. Berdimuhamedow reemplazó el arco con un "Monumento a la neutralidad" de 95 metros (312 pies) de altura, que se encuentra en las afueras. 